# Сівиця
Сівиця (біл. вёска Сівіца) — село в складі Борисовського району Мінської області, Білорусь. Село підпорядковане Гливинській сільській раді, розташоване в північно-східній частині області.